# Fabien Pithia
Fabien Pithia, né le 7 mai 1987 à Saint-Aubin (Maurice), est un footballeur international mauricien, jouant au poste de milieu de terrain.

## Biographie
Il joue avec le Savanne SC à partir de 2006, puis passe deux saisons avec l'ASPL 2000 (2011-2013), avant de s'engager avec le Curepipe Starlight SC. 
Depuis 2008, il a porté 26 fois le maillot de l'équipe de Maurice de football et a marqué un but.
Il joue son premier match en équipe nationale le 9 mars 2008, contre Madagascar (défaite 1-2). Il inscrit son premier but le 6 septembre 2015, contre le Mozambique (victoire 1-0).
Il est finaliste des Jeux des îles de l'océan Indien 2011.

## Famille
Son frère jumeau, Fabrice Pithia, joue également pour le Curepipe Starlight et pour l'équipe nationale.